# Johann Philipp Reis
Johann Philipp Reis (7. ledna 1834, Gelnhausen – 14. ledna 1874, Friedrichsdorf) byl německý fyzik, jeden z vynálezců telefonu a mikrofonu. Někdy je označován dokonce za „skutečného vynálezce telefonu“, ačkoli je prvenství tradičně přiznáváno Alexanderu Grahamu Bellovi. To proto, že v roce 1861 představil přístroj, zvaný též Reisův telefon. Šlo o elektromagnetické zařízení, které využívalo membránu ze zvířecího měchýře, která se zvukem (řečí) prohýbala, čímž spojovala dva pružné kovové proužky. Problém jeho telefonu spočíval v tom, že bylo špatně rozumět slovům. Navíc si Reis nedal přístroj patentovat. Uznání mu ztěžovalo také to, že se nepohyboval v univerzitních kruzích, vzhledem k rodinné situaci (otec i matka mu zemřeli v dětství) měl nesoustavné vzdělání a živil se jako učitel.

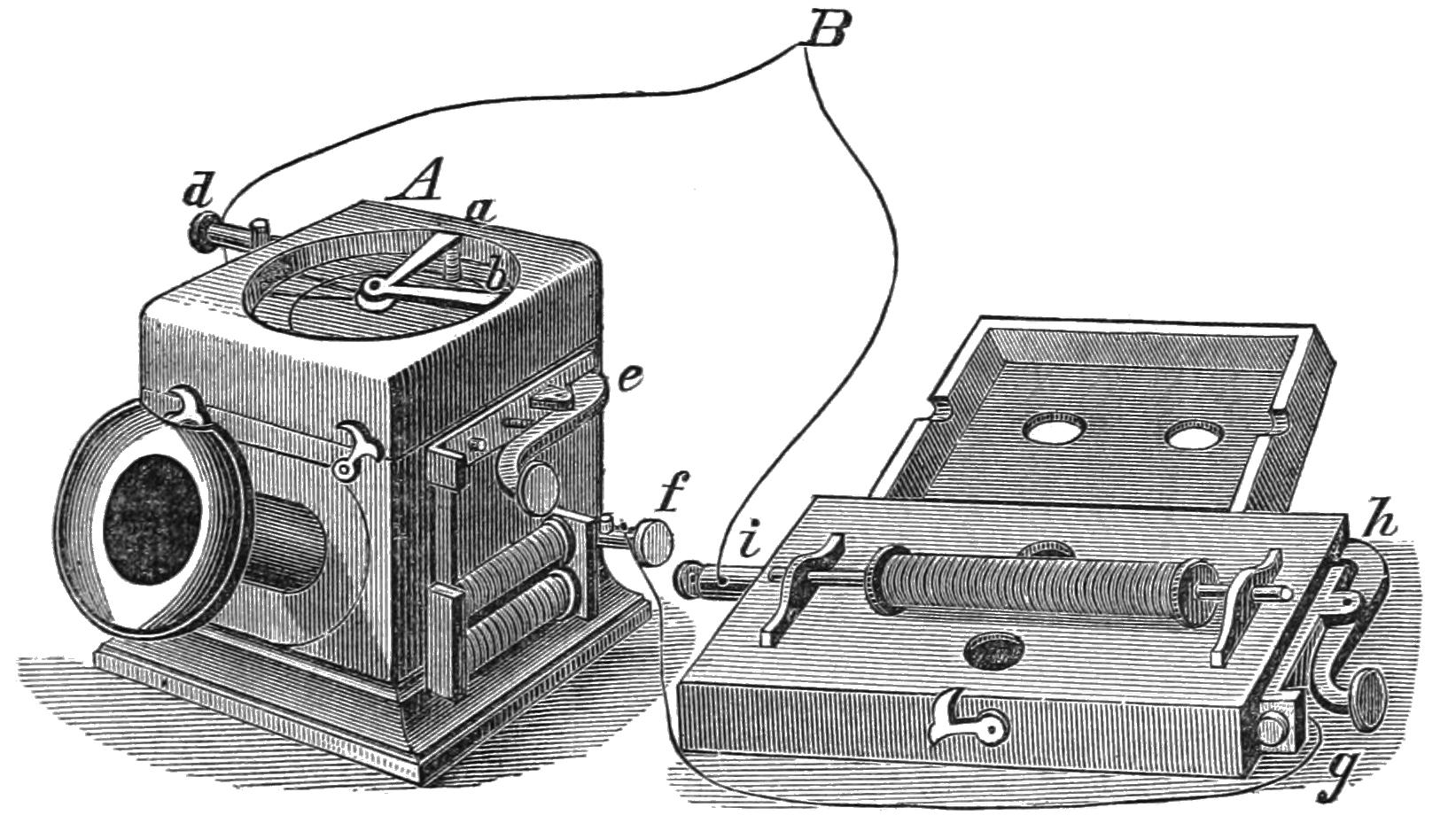
Reissův telefon, vlevo vysílač, vpravo přijímač
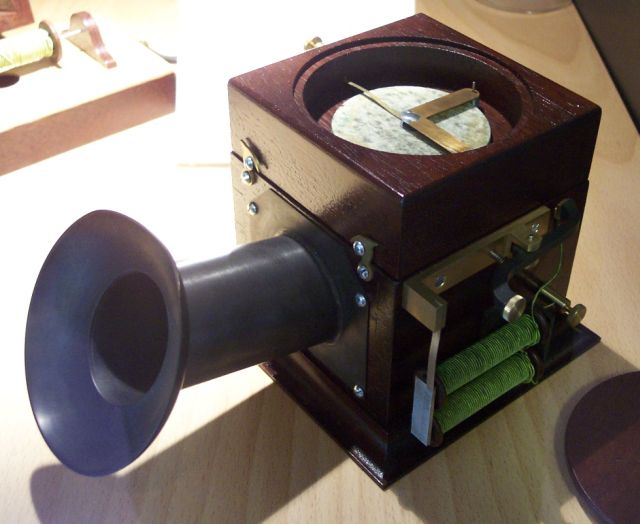
Reissův telefon, vysílač (replika)